# Sunday Lovers
Sunday Lovers ist ein Liebesfilm in vier Episoden aus dem Jahr 1980. Die Hauptrollen in der internationalen Koproduktion bekleideten Roger Moore, Lino Ventura, Ugo Tognazzi und Gene Wilder. Regie führten Bryan Forbes, Édouard Molinaro, Dino Risi und Gene Wilder.
Der Film erzählt in vier eigenständigen, verschiedenen Episoden jeweils die Geschichte eines „typischen“ Vertreters des starken Geschlechts, der abseits des Alltags sein Liebesglück sucht. Er hat zahlreiche Alternativtitel wie Die Verführer, Vier Asse hauen auf die Pauke oder eine Kombination davon.

## Handlung
Die vier Männer Harry Lindon, François Quérole, Armando und Skippy suchen auf die ihnen jeweils eigene Art in London, Paris, Los Angeles und Rom abseits des Alltags ihr Liebesglück. Dabei kommt es regelmäßig zu komischen Zwischenfällen.

## Hintergrund
- Der Film feierte am 31. Oktober 1980 in Italien Premiere.

## Kritik
Die Kritik zeigte sich in der Beurteilung des Films gespalten.
Das Lexikon des internationalen Films urteilte: „Internationaler Episodenfilm, dessen routinierte Inszenierung und teilweise gute Besetzung nicht über den Mangel an Originalität, Tempo und Engagement hinwegtäuschen können.“
Cinefacts.de sah dagegen einen „vergnügliche(n) Episodenfilm“.